# 高來夫
高來夫，男，遼寧法庫人，中共党員，中共政治人物，軍事人物，少將軍銜。歷仼中國人民解放軍軍事檢察院檢察長，駐港部隊副政委，解放軍軍事檢察院副檢察長等職。